# Schefflera osyana
Schefflera osyana là một loài thực vật có hoa trong Họ Cuồng cuồng. Loài này được (Veitch ex Regel) Frodin miêu tả khoa học đầu tiên năm 2003 publ. 2004.